# Alexander Macdonald (homme politique manitobain)
Pour les articles homonymes, voir Alexander Macdonald et Macdonald.
Alexander Macdonald (1er novembre 1844-28 août 1928) est un homme politique canadien du Manitoba. Il est le 12e maire de Winnipeg en 1892,.

## Biographie
Né à Pitlochry dans le Perthshire en Écosse, Macdonald s'installe au Canada en 1868 et éventuellement à Winnipeg en 1871. Sur place, il contribue à la création du Winnipeg Free Press en 1872. Il aide aussi à l'expansion vers l'ouest, entre Fort William à Vancouver, de la A. Macdonald & Co.. Macdonald exerce aussi la fonction de président de la Great-West Life Insurance Company en 1894.
Il occupe la fonction de maire de Winnipeg en 1892. En 1910, le Winnipeg Telegram (en) indique qu'il est l'un des 19 millionnaires de la ville.